# Александър Пеев (политик)
Вижте пояснителната страница за други личности с името Александър Пеев.
Александър Костакиев Пеев е български офицер, юрист и общественик – депутат в XVIII ОНС, от квотата на БРСДП (т.с.). През Втората световна война участва в Партизанското движение в България.

## Биография
Александър Пеев е роден на 4 май 1886 г. в гр. Пловдив. Учи в мъжката гимназия в Пловдив (заедно с Богдан Филов), след което във Военното на Негово Величество училище в София (1904 – 1909), като завършва с 29-и випуск, на 22 септември 1909 е произведен в чин подпоручик и изпратен на служба в Пловдив. Член на Българска работническа социалдемократическа партия (тесни социалисти) (1910). Завършва право с докторат в Брюксел през 1915 г. Участва като офицер във войните за национално обединение (1912 – 1918).
На 7 юли 1919 г. в Пловдив се ражда синът му Димитър Пеев.
От 1915 до 1921 г. с прекъсване през Първата световна война, е секретар на градския и околийския комитет на БРСДП (т.с.) и БКП в Карлово. Народен представител в XVIII ОНС (1919 – 1920). За периода 1922 – 1925 г. издава в-к „Правда“.
През 1941 – 1943 г. като ръководител на нелегална разузнавателна група изпълнява поръчения на Съветското главно командване. Известен е с руския разузнавателен псевдоним „Боевой“.
През април 1943 г. е разкрит и арестуван от полицията. Осъден е на смърт и на 22 ноември 1943 г. е разстрелян в гарнизонното стрелбище, заедно със своите сътрудници Емил Попов и Иван Владков.

## Памет
През 1966 г. Александър Пеев е награден посмъртно с най-високите държавни отличия на Народна република България и на СССР – орден „Георги Димитров“ (НРБ) и орден „Ленин“ (СССР).
През 1979 г. в Народна република България по сценарий на Павел Вежинов е заснет телевизионен сериал, посветен на разузнавателната дейност на Александър Пеев и неговите сътрудници – „Сами сред вълци“. Личността на Пеев е пресъздадена от Борис Луканов.

## Награди
- орден „Георги Димитров“ 1966
- орден „Ленин“ (СССР)- 1966
- орден За храброст IV ст. 1918